# Pink Geyser
De Pink Geyser is een conusgeiser in het Lower Geyser Basin dat onderdeel uitmaakt van het Nationaal Park Yellowstone in de Verenigde Staten. De geiser maakt deel uit van de Pink Group, waar onder andere de Dilemma Geyser en Narcissus Geyser deel van uitmaken.
De erupties van de geiser komen tot een hoogte van 6 meter, duren circa 7 minuten en vinden plaats om de 3,5 uur. De naam dankt de geiser aan de kleur van de conus, die roze is. Verder reageert de geiser vermoedelijk op seismologische bewegingen. Zo veranderde het patroon van erupties voordat er in 2002 een aardbeving plaatsvond.